# Dennstaedtia deltoidea
Dennstaedtia deltoidea là một loài thực vật có mạch trong họ Dennstaedtiaceae. Loài này được (Hook.) T. Moore miêu tả khoa học đầu tiên năm 1857.